# Замок Ботал
Замок Ботал (англ. Bothal Castle) — замок и загородная резиденция в одноимённой деревне на реке Уонсбек между Морпетом и Ашингтоном, графство Нортамберленд. Botl в переводе с древнеанглийского означает «жилище», поэтому так мог называться определённый дом или зал. Замок был укреплён до нормандского завоевания и несколько раз обновлялся и перестраивался. Является памятником древности и внесён в список памятников архитектуры I* категории.

## История
В 1095 году король Вильгельм II подарил замок Ботал Ги I де Баллиолу, чья дочь Элис вышла замуж за Уильяма Бертрама, барона Митфорд, который, вероятно, и построил первую усадьбу. Несколько поколений спустя, в 1343 году, сэр Роберт Бертрам получил разрешение превратить усадьбу в замок. Он перестроил поместье и возвёл большую торхаус. Надвратная башня и фрагменты куртины средневековые и сохранились до наших дней. Благодаря браку дочери Бертрама Хелен с сэром Робертом Оглом (ум. ок. 1363), в XIV веке замок перешёл к семье Оглов.

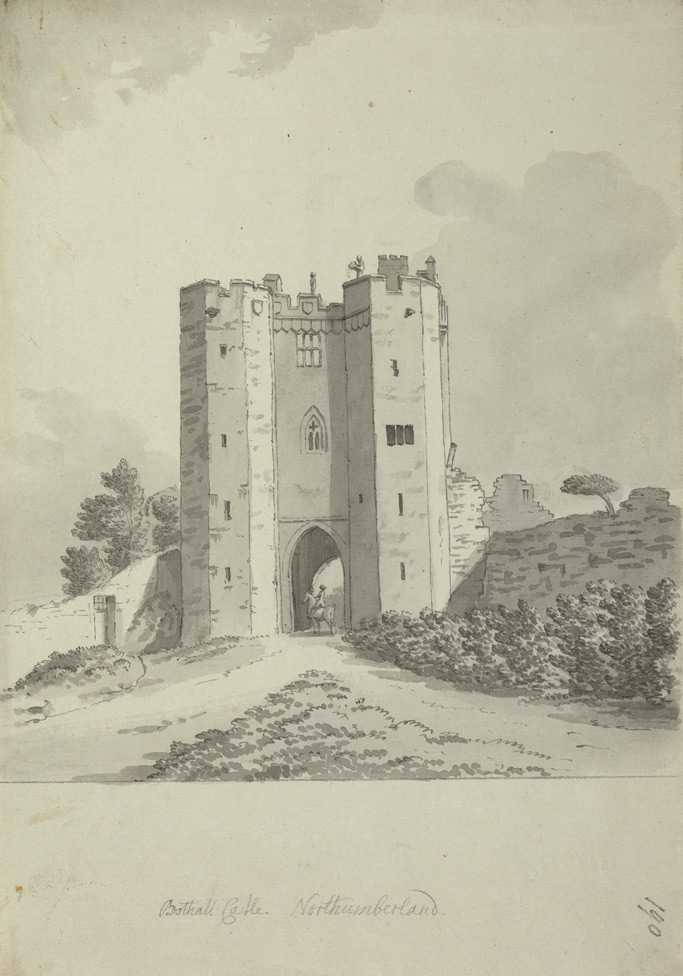
Рисунок Сэмюела Иеронима Гримма, XVIII век

В августе 1583 года Катберт Огл, 7-й барон Огл, устроил брак между своей дочерью Джейн и Эдвардом Толботом, сыном Джорджа Толбота, 6-го графа Шрусбери. Приказчик графа Шрусбери посетили Ботал, описав его как «замок со следами битв, мало чем отличающийся от Хаддон-холла, где живёт мастер Джон Маннерс».
В 1591 году замок перешёл к семье Кавендишей-Бентинк (герцогов Портленд) через брак Кэтрин, графини Огл, с сэром Чарльзом Кавендишем из Уэльбека. 5 мая 1617 года король Яков I посетил замок по пути в Шотландию и пробыл там две ночи.
В XIX веке замок был отреставрирован и сейчас находится в отличном состоянии. Является частной резиденцией семьи Кавендиш-Бентинк и закрыт для посещения.